# Cherubine Willimann
Cherubine Willimann OP, Taufname Maria Josepha (* 12. März 1842 in Rickenbach; † 18. Dezember 1914 im Kloster Arenberg bei Koblenz) war Generalsuperiorin in Koblenz.

## Leben
Cherubine Willimann war eine von vier Töchtern des Landwirts Alois Willimann († 1857) und dessen Ehefrau Elisabetha, geb. Steiger († 1862). Sie wuchs auf dem Hof Holderstud in Niederwil bei Rickenbach auf. Als sie Anfang 20 war, verstarb, nachdem ihr Vater bereits fünf Jahre zuvor bei einem Unfall ums Leben gekommen war, ihre Mutter.
Im Januar 1865 trat sie in das Dominikanerinnenkloster St. Peter am Bach in Schwyz, in dem sich bereits ihre beiden Schwestern befanden, ein. Sie erhielt den Namen Maria Petrina, musste ihr Noviziat aber im Februar 1866 wieder abbrechen, weil sie wegen mangelnder Sehkraft und schwacher Gesundheit dem langen, auch nächtlichen Stundengebet und den Fastenvorschriften nicht gewachsen war. Indes blieb sie als Pförtnerin und Haushälterin des Klostergeistlichen in St. Peter wohnen.
In dieser Zeit bemühte bemühte sich in Arenberg bei Koblenz Pfarrer Johann Baptist Kraus (1805–1893) bei verschiedenen Ordensgemeinschaften um Schwestern; diese sollten die von ihm, ab 1845 angelegten Heiligen Orte, eine spätromantische Wallfahrtsanlage, pflegen und soziale Aufgaben in der Pfarrei übernehmen, wozu er 1864 ein kleines Klostergebäude errichten ließ. Schließlich fanden sich 1868 die Dominikanerinnen von Schwyz bereit, mit Genehmigung von Papst Pius IX. in Arenberg ein auf Schule und Krankenpflege ausgerichtetes Dominikanerinnenkloster des Dritten Ordens zu gründen. Hierzu wurden 1865 Hyazintha Bucher als Oberin und Aloysia Rüber als Novizenmeisterin nach Arenberg berufen und ab 1867 für vier Jahre abgeordnet.
Für Josepha Willimann eröffnete das rheinische Gründungsvorhaben die Möglichkeit, einen neuen Klostereintritt unter für sie passenderen Rahmenbedingungen zu versuchen. Sie reiste nach Arenberg, wo sie am 17. Juni 1868 ihr Postulat beginnen durfte. Am 22. Juli 1868 erhielt sie das Ordenskleid und den Ordensnamen Maria Cherubina, dessen Bedeutung übernatürliches, engelsgleiches Wesen von Cherub herrührte; ihre selbst gewählte Bezeichnung Cherubine entwickelte sich vermutlich, weil diese Namensform in behördlichen Schreiben gebräuchlich war. Ihr Gelübde legte sie am 17. August 1869 ab.
Unter den Arenberger Schwestern brachen bald heftige Konflikte um die Leitung und den Stellenwert von Kontemplation und sozialer Arbeit auf, so dass der Fortbestand des Klosters gefährdet war. Hinzu kam der Deutsch-Französische Krieg der die Schweizerinnen 1870 zur fluchtartigen Heimkehr nach Schwyz veranlasste. Nach Beendigung des Krieges kehrte Cherubine Willimann, auch auf Bitten von Pfarrer Kraus, begleitet von einigen Dominikanerinnen des Dritten Ordens, die ihrerseits aus Frankreich nach St. Peter geflüchtet waren, nach Koblenz zurück. Gundisalva Gottfring aus Kloster Bonnay bei Autun wurde Priorin. Von da an stabilisierte sich die Klostergründung in Arenberg und Cherubine Willimann übernahm am 31. Januar 1875 das Amt der Subpriorin. 1877 schloss sich die Gemeinschaft in Arenberg den Dominikanerinnen an.
Im Kulturkampf wurde das Kloster Arenberg nun vorsichtshalber von der Pfarrei gelöst und verselbständigt. Die gegen die Orden gerichteten Gesetze zwangen die Dominikanerinnen, sich ganz auf das Arbeitsfeld der Krankenpflege zu konzentrieren, denn in Preußen wurden 1875 alle Orden und Kongregationen, mit Ausnahme der krankenpflegenden, verboten, zudem war die Aufnahme von neuen Schwestern nicht mehr gestattet. Hierauf verlegte das Kloster Arenberg das Noviziat 1879 in die Niederlande, aber nachdem die dortigen Schwestern eine kontemplative Lebensweise angenommen hatten, zerbrach der Zusammenhalt beider Standorte, so dass der Trierer Bischof Michael Felix Korum beide Konvente 1885 trennte und Cherubine Willimann in Arenberg als Priorin einsetzte.
Aufgrund ihrer Initiative wurde 1887 in Moselweiß die erste Filiale des Arenberger Klosters errichtet. Hierzu nutzte sie eine Immobilie, die eine Schwester geerbt hatte, und eröffnete darin ein Waisenhaus. Sie sorgte auch dafür, dass die Arenberger Klosteranlage erweitert wurde, und erstellte eine Ausarbeitung von Konstitutionen; außerdem sorgte sie für die weitere Ausbreitung der Gemeinschaft. 1889 nahm sie in Berlin einige Frauen auf, die als Krankenpflegerinnen gearbeitet und bereits ein religiöses Gemeinschaftsleben geführt hatten und 1890 bezog sie Frauen ein, die sich in Styrum um Waisen kümmerten. Im gleichen Jahr konnte die erste Ausgabe der Constituionen der Schwestern vom dritten Orden des hl. Dominikus für die deutsche Congregation der heiligen Katharina von Siena der Arenberger Dominikanerinnen veröffentlicht werden, die ein Apostolat in Pflege, Erziehung und Mädchenbildung vorsahen.
Cherubine Willimann wurde am 28. Mai 1896 zur ersten Generalpriorin der neuen Kongregation, den Dominikanerinnen von der hl. Katharina von Siena mit dem Mutterhaus Arenberg, gewählt. Die Filialen in Moselweiß, Berlin und Styrum erhielten den Status von Prioraten. Im Rheinland unterstanden Generalpriorin Cherubine Willimann Häuser in Köln, dort der Stift St. Agnes in der Mittelstraße, in Heerdt bei Düsseldorf, in Bedburg-Kirchherten, in Niederembt und Elberfeld. Sie besuchte die Niederlassungen in der Rheinprovinz ebenso wie die elf Gründungen in und um Berlin und in Breslau und stand in ständigem intensivem Briefkontakt mit den Prioraten. 1909 eröffneten die Arenberger Dominikanerinnen in Köln an der Aachener Straße das Dreifaltigkeits-Krankenhaus.
Weil das Amt der Generalpriorin zeitlich befristet war, kam sie bei der 1902 anstehenden Wahl wegen der entsprechenden Einschränkungen der Konstitutionen für eine Wiederwahl nicht mehr in Frage und nahm somit zunächst eine Aufgabe im Raum Berlin wahr. Danach wurde sie mit dem Amt der Priorin am Heerdter Dominikus-Krankenhaus betraut.
Auch als Cherubine Willimann offiziell nicht das Amt der Generalpriorin bekleidete, nahm sie dank ihrer starken Stellung, reichen Erfahrung und ihres hohen Ansehens noch erheblichen Einfluss auf die Leitung der Kongregation, so wurde sie 1908, unter Nutzung einer Ausnahmeklausel, nochmals in das Amt der Generalpriorin gewählt.
Die Kongregation wurde 1914 päpstlich anerkannt.
Bei ihrem Tod umfasste die Gemeinschaft 662 Ordensfrauen in 42 Niederlassungen. Seit 1963 gibt es eine Mission in Bolivien und 1981 entstand auch eine Niederlassung in ihrem Heimatort Rickenbach.
Sie wurde auf dem Klostergelände in Koblenz-Arenberg begraben.

## Ehrungen
- In Koblenz wurde der Cherubine-Willimann-Weg, der zum Kloster Arenberg führt, nach ihr benannt.
- 1996 gründete die Kongregation die Cherubine-Willimann-Stiftung Arenberg, die die Einrichtungen der Kongregation im christlichen Geist und im Sinne der Gründerin weiterführen soll.